# 생선튀김

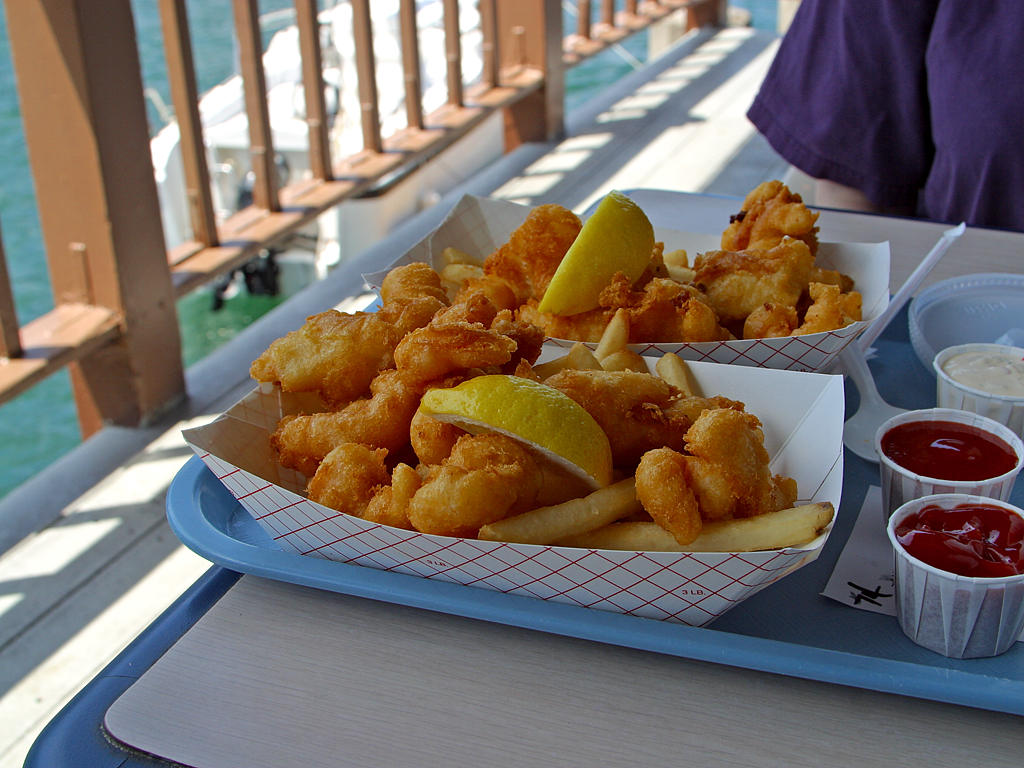
레몬을 곁들인 생선튀김

생선튀김(fried fish)은 생선을 고온의 기름에 튀겨서 만드는 요리이다. 15세기에 대항해 시대를 열었던 포르투갈은 해상강국 답게 생선요리를 많이 먹었다. 당시 올리브 오일 생산 대국이었기 때문에 풍부한 기름을 이용한 각종 튀김 요리가 발달해 있었는데, 유럽에서 처음으로 생선을 기름에 튀겨 먹는 문화가 발달해 있었다. 지금도 페이스 프리토(Peixe Frito)라는 생선튀김이 유명하다.
스페인이 1580년에 포르투갈을 병합한 후 통합군주였던 펠리페 2세는 이교도에 대한 탄압의 강도를 높였다. 많은 유대인들이 종교의 자유를 위해서 이주하였는데, 이때 이주한 유대인들에 의해 포르투갈의 생선튀김 문화가 퍼져나갔다. 영국으로 이주한 이들이 전파한 생선튀김은 훗날 피시앤칩스라는 요리의 기원이 되었고 벨기에 지역에서는 민물고기를 튀겨 먹는 요리가 보편화되었다. 강이 얼어 고기를 잡지 못하면 감자를 튀겨 먹었는데, 이것이 오늘날에 프렌치프라이(French Fry)의 원조가 되었다. 16세기에 포르투갈 선교사들이 일본에 튀김문화를 전래하였는데, 이로 인해 덴푸라(てんぷら) 등 튀김요리가 탄생하게 되었다.

## 생선튀김의 종류
| 이름            | 그림 | 발생지     | 설명 |
| --------------- | ---- | ---------- | --- |
| 페스카도 프리토 |      | 안달루시아 | 등푸른 생선 또는 흰살생선을 밀가루로 싸서 올리브유에 튀긴다. 그 뒤 소금을 뿌려 간하는데, 소금간 이외의 양념은 더하지 않는다. 에스파냐 유대인들이 17세기에 이것을 잉글랜드에 전래했으며, 발전하여 피시 앤드 칩스가 되었다. |
| 피시 앤드 칩스  |      | 영국       | 튀김옷을 입힌 흰살생선을 기름에 푹 담가 튀긴 뒤 감자튀김과 함께 먹는다. 영국, 아일랜드, 호주, 뉴질랜드, 캐나다, 남아공에서 매우 대중적인 포장 음식이다.                                                                   |
| 피시케이크      |      | 영국       | 포를 뜬 생선과 감자를 반죽해서 튀긴 것이다. 간혹 빵가루와 튀김옷을 해서 튀기기도 한다. 크로켓과 유사하며, 영국의 피시 앤드 칩스 가게에서 함께 취금하는 경우가 많다.                                                       |
| 사쓰마아게      |      | 일본       | 어묵을 튀긴 것이다. 일본 가고시마현이 원산지이다. 튀기는 과정에서 어묵의 구성성분인 연육과 밀가루가 단단히 결합하여 컴팩트해진다. 오키나와에서는 "치키아기"라고도 한다.                                                   |
| 피시프라이      |      | 미국 남부  | 튀김옷 또는 빵가루를 입혀 튀긴 생선이다. 콜슬로, 허쉬퍼피, 레몬조각, 타르타르소스, 식초 등과 함께 먹는다. 흑인 문화의 일부인 소울 푸드로도 취급된다                                                                       |
| 피시핑거        |      | 영국       | 민물송어, 대구, 해덕, 폴락 등의 어육을 튀김옷을 입혀 튀긴 가공식품이다. 북미에서는 피시스틱이라고도 한다. |
| 대하튀김        |      | 일본       | 대하를 튀김옷을 입혀 튀긴 것이다. 도시락 메뉴로 인기가 좋으며 일본에서 매우 대중적이다. |
| 새우튀김        |      |            | 새우에 튀김옷을 입혀 주로 식물성 기름에 튀긴다. |
| 덴푸라          |      | 일본       | 어패류 또는 야채에 튀김옷을 입혀 튀긴 것이다. |
| 뱅어튀김        |      | 뉴질랜드   | 조그만 물고기들을 잡아 튀긴 것이다. 대개 물고기의 머리, 지느러미, 내장, 뼈까지 모두 먹는다. |